# Somerville (Massachusetts)
Somerville je město ve Spojených státech amerických. Nachází se v okrese Middlesex County ve státě Massachusetts. Ve městě žije přibližně 81 tisíc obyvatel a jeho rozloha činí 10,9 km². Město bylo založeno roku 1630.
Sousedními obcemi sídla jsou Boston, Cambridge, Medford a Arlington. Své sídlo zde má společnost Xiph.Org Foundation. Město má vůbec nejvyšší hustotu zalidnění v Nové Anglii a je také 19. nejhustěji zalidněným městem v USA. Ve městě sídlí Tufts University.

## Rodáci
- Charles E. Osgood (1916–1991) – americký psycholog
- Nelson Goodman (1906–1998) – americký filozof
- Harry Nelson Pillsbury (1872–1906) – americký šachový mistr
- Ralph Wendell Burhoe (1911–1997) – americký teolog
- Hal Clement (1922–2003) – americký spisovatel science fiction
- Harold Connolly (1931–2010) – americký atlet-kladivář, olympijský vítěz
- Alan Hovhaness (1911–2000) – arménsko-americký hudební skladatel
- Sarah Laddová (1860–1927) – americká fotografka

## Partnerská města
- Gaeta, Itálie
- Ribeira Grande, Portugalsko